# Bá quốc Sponheim
Bá quốc Sponheim (tiếng Đức: Grafschaft Sponheim, cách viết cũ: Spanheim, Spanheym) là một nhà nước trong Đế chế La Mã Thần thánh tồn tại từ thế kỷ XI cho đến đầu thế kỷ XIX. Tên gọi này bắt nguồn từ đô thị Sponheim, nơi các bá tước ban đầu cư trú.

## Địa lý
Lãnh thổ này nằm giữa các con sông Rhein, Mosel và Nahe, ngày nay là một phần của bang Rheinland-Pfalz, Đức, xung quanh vùng Hunsrück. Lãnh thổ này giáp với Tuyển hầu xứ Trier ở phía Bắc và phía Tây, Raugraves, Tuyển hầu xứ Mainz và Tuyển hầu xứ Pfalz ở phía Đông và Bá quốc Pfalz xứ Veldenz ở phía Nam và phía Tây, cùng với các nhà nước khác.

## Lịch sử

### Khởi đầu
Gia tộc Sponheim, hay Spanheim (tiếng Đức: Spanheimer), đã được ghi chép lại từ thế kỷ XI. Có hai nhánh chính chắc chắn có liên quan, nhưng mối quan hệ chính xác của chúng vẫn còn đang được tranh luận. Nhánh Công tước xứ Carinthia là hậu duệ của Siegfried I, Bá tước xứ Sponheim. Nhánh Rheinland, vẫn giữ Bá quốc Sponheim, là hậu duệ của Stephan I, Bá tước xứ Sponheim.
Bá quốc này bắt nguồn từ nhiều quyền thừa kế khác nhau được thống nhất trong tay gia tộc, bao gồm tài sản từ các Bá quốc Nellenburg và Stromberg cùng với quyền tài phán của Gaugrafen xứ Trechirgau (triều đại Berthold-Bezelin). Văn phòng của ủy ban Sponheim được cho là bắt nguồn từ văn phòng của ủy ban Trechirgau. Gia tộc Bá tước xứ Sponheim đã thành lập tu viện Sponheim vào thế kỷ XII, nơi một nhà thờ đã được xây dựng vào thế kỷ XI. Viện phụ dòng Benedictine ở Sponheim, Johannes Trithemius, đã ghi chép lại các cuộc kiểm phiếu ở Sponheim và tích lũy được một bộ sưu tập lớn các tài liệu về lịch sử của khu vực này.